# Pier Luigi Bellini delle Stelle
Pier Luigi Bellini delle Stelle (14 mai 1920 - 25 janvier 1984) est un avocat, partisan et praticien antifasciste italien, connu pour avoir capturé Benito Mussolini à Dongo en avril 1945, où il utilisa le nom de guerre de Pedro.

## Biographie
Pier Luigi Bellini delle Stelle est né dans une famille aristocratique à Florence et a été scolarisé à Pistoia. Après la guerre, il travaille dans le quartier Metanopoli de San Donato Milanese et devient fonctionnaire de l'entreprise Snam.